# Guilherme VII, Conde de Hesse-Cassel
Guilherme VII de Hesse-Cassel (21 de junho de 1651 - 21 de novembro de 1670) foi conde de Hesse-Cassel entre 1663 e 1670.

## Família
Guilherme era o segundo filho do conde Guilherme VI de Hesse-Cassel e da marquesa Edviges Sofia de Brandemburgo. Entre os seus irmãos estava a condessa Carlota Amália de Hesse-Cassel, esposa do rei Cristiano V da Dinamarca, o conde Carlos I de Hesse-Cassel e o conde Filipe de Hesse-Philiippsthal. Os seus avós paternos eram o conde Guilherme V de Hesse-Cassel e a condessa Amália Isabel de Hanau-Münzenberg. Os seus avós maternos eram o príncipe-eleitor Jorge Guilherme de Brandemburgo e a condessa Isabel Carlota do Palatinado.

## Biografia
Guilherme tinha apenas doze anos quando o seu pai, o conde Guilherme VI de Hesse-Cassel, morreu e a sua mãe, a marquesa Edviges Sofia, se tornou sua regente e tutora até 1670. Nesse ano, antes de assumir formalmente as suas funções governamentais, viajou até França. Quando chegou a Paris, ficou gravemente doente e morreu subitamente a 21 de novembro de 1670, com dezanove anos.
Não se casou nem teve filhos, mas esteve noivo da duquesa Maria Amália da Curlândia, filha do duque Jacob Kettler da Curlândia, que se acabou por casar com o irmão mais novo de Guilherme, o conde Carlos I de Hesse-Cassel.